# Landesrechnungshof Nordrhein-Westfalen

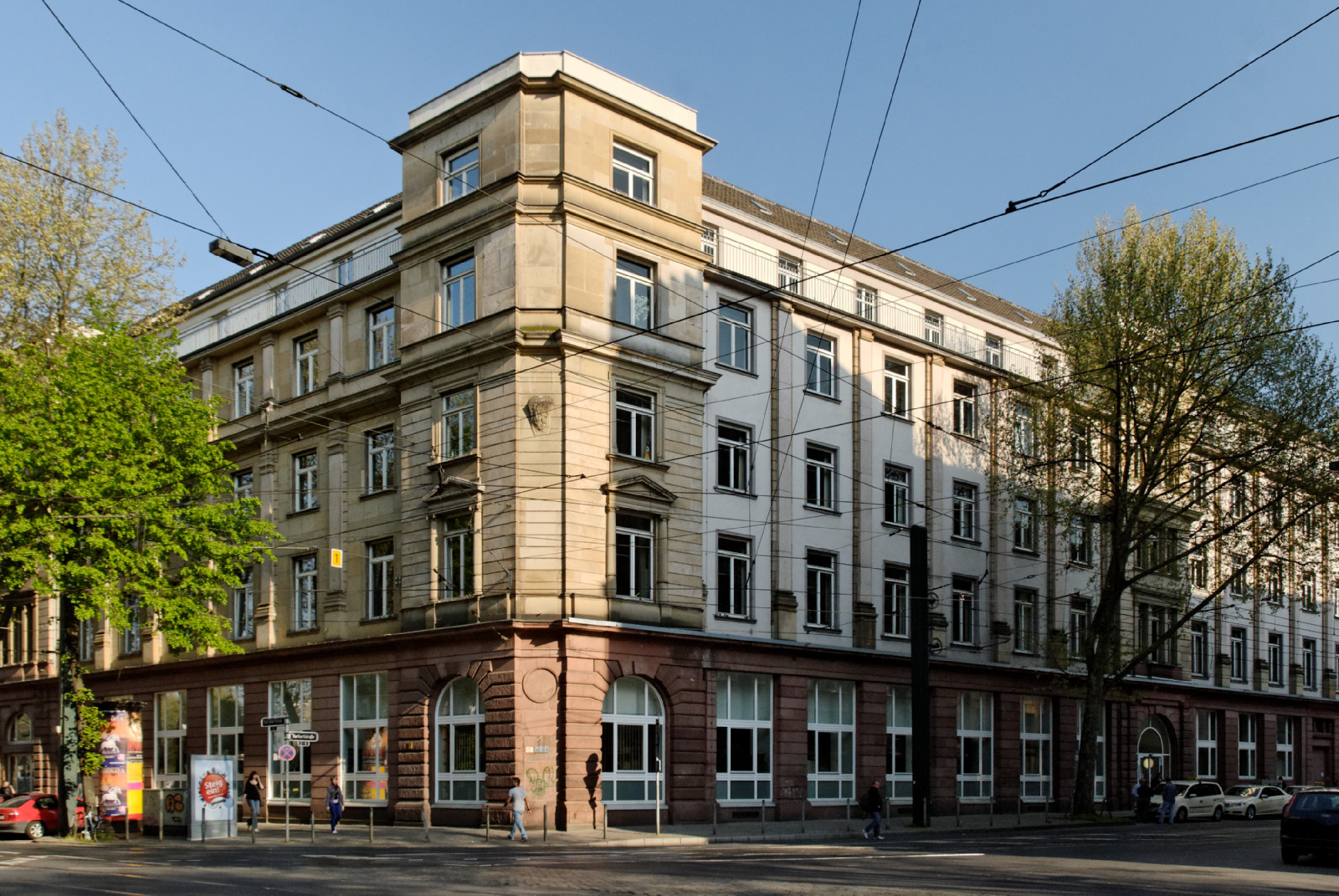
Hansahaus, Sitz des Landesrechnungshofs Nordrhein-Westfalen, Blick von der Graf-Adolf-Straße

Der Landesrechnungshof Nordrhein-Westfalen ist eine oberste Landesbehörde des Landes Nordrhein-Westfalen mit Sitz in Düsseldorf. Als unabhängiges staatliches Organ der Finanzkontrolle prüft er die Rechnung sowie die Haushalts- und Wirtschaftsführung des Landes auf Wirtschaftlichkeit und Ordnungsmäßigkeit (d. h. auf die Einhaltung der formellen und materiellen Rechtmäßigkeit).
Im politischen System Nordrhein-Westfalens ist er gemäß der Landesverfassung (Art. 86 und 87) eine nur dem Gesetz unterworfene Behörde, die innerhalb der Exekutive Nordrhein-Westfalens auf derselben Stufe wie die Landesregierung steht und von dieser ebenso weisungsunabhängig ist wie vom Landtag. Dem Parlament und seinen Kontrollfunktionen arbeitet der Rechnungshof zu, insbesondere durch einen jährlichen Bericht gemäß § 97 Landeshaushaltsordnung, den er auch der Landesregierung zuleitet. Sechs Rechnungsprüfungsämter sind ihm zugeordnet. 2018 hatte der Landesrechnungshof 428 Bedienstete.
Am 1. März 1949 nahm der Landesrechnungshof Nordrhein-Westfalen auf der Grundlage des Landesrechnungshofgesetzes vom 6. April 1948 offiziell seine Tätigkeit auf, nachdem seit dem 8. Mai 1946 bereits eine Zweigstelle des „Zonenrechnungshofes“ für die Provinz Nordrhein in Düsseldorf tätig gewesen war. Im Freistaat Preußen, in dessen Provinz Westfalen und in dessen Rheinprovinz, die einen großen Teil des heutigen Nordrhein-Westfalens ausmachten, war bis zur Errichtung von Besatzungszonen (1945) der Rechnungshof des Deutschen Reiches für die Überprüfung der Haushalts- und Wirtschaftsführung zuständig gewesen.
Seit November 1959 ist der Landesrechnungshof Nordrhein-Westfalen im Hansahaus am ehemaligen Wilhelmsplatz 13 (heute Konrad-Adenauer-Platz 13) in Düsseldorf angesiedelt. Im September 2020 wurde berichtet, dass der Bau- und Liegenschaftsbetrieb Nordrhein-Westfalen für den Landesrechnungshof einen neuen Standort in Düsseldorf-Oberbilk an der Werdener Straße plant.

## Präsidenten
- 1949–1957: Hans-Wilhelm Schrader
- 1957–1971: Franz Ballerstaedt
- 1971–1978: Otto Bensch
- 1978–1987: Günter Heidecke
- 1987–1995: Eberhard Munzert
- 1996–2012: Ute Scholle
- seit 2012: Brigitte Mandt